# Darijan Matič
Darijan Matič (ur. 28 maja 1983 w Lublanie, Jugosławia) – słoweński piłkarz, grający na pozycji pomocnika, reprezentant Słowenii.

## Kariera piłkarska

### Kariera klubowa
Wychowanek klubów NK Slovan, a potem NK Ježica. W 2001 rozpoczął karierę piłkarską w NK Triglav, w którym występował do 2004 z przerwą w sezonie 2003/2004, kiedy bronił barw NK Ljubljana. W 2004 przeszedł do NK Koper, skąd latem przeniósł się do NK Olimpija Lublana. W styczniu 2005 zmienił klub na NK Domžale. W lipcu 2006 wyjechał do Rosji, gdzie bronił barw Szynnika Jarosław i Spartaka Nalczyk. W styczniu 2008 powrócił do Słowenii, gdzie został piłkarzem Interblocku Lublana. W lipcu 2009 ponownie wyjechał za granicę, gdzie sezon grał w rumuńskim Rapidie Bukareszt. Potem jako wolny agent został piłkarzem izraelskiego klubu Bene Sachnin. W lutym 2011 podpisał 2-letni kontrakt z Krywbasem Krzywy Róg, w którym występował do lata 2013.

### Kariera reprezentacyjna
Najpierw występował w młodzieżowej reprezentacji Słowenii. 4 czerwca 2006 roku debiutował w narodowej reprezentacji Słowenii.

## Sukcesy i odznaczenia

### Sukcesy klubowe
- zdobywca Pucharu Słowenii: 2008, 2009
- zdobywca Superpucharu Słowenii: 2008